# (31507) Williamjin
1999 CX81 (asteroide 31507) é um asteroide da cintura principal. Possui uma excentricidade de 0.10045020 e uma inclinação de 5.06566º.
Este asteroide foi descoberto no dia 12 de fevereiro de 1999 por LINEAR em Socorro.